# Panossas
Panossas település Franciaországban, Isère megyében. Lakosainak száma 682 fő (2022. január 1.). Panossas Veyssilieu, Chamagnieu, Chozeau és Frontonas községekkel határos.

## Népesség
A település népességének változása:
| Lakosok száma | 166  | 227  | 346  | 555  | 682  | 693  | 666  | 660  | 653  | 682  |
|               | 1968 | 1982 | 1990 | 2006 | 2013 | 2015 | 2017 | 2019 | 2020 | 2022 |